# Szümmakhosz pápa
Szent Szümmakhosz (latinul: Symmachus), (? – 514. július 19.) volt az 51. pápa Rómában. 498. november 22-én kezdődött pontifikátusa, amelynek elején meg kellett küzdenie a keleti egyházak és Bizánc befolyása ellen. Uralkodása sok ellentmondást hozott. Sokan bűnös pápának kiáltották ki, míg a barbár csapatok dúlta vidékeken imába foglalták nevét.

## Élete
Keresztény családban született Szardínia szigetén. Apját Fortunatusnak hívták. Hamarosan Rómába került, és II. Anasztáz pápa archidiakónusa lett. 498 őszén a római zsinat új egyházfőt választott. Ekkor került Szümmakhosz az egyház élére, ám nem egyedül. Ugyanis a nyugati primátust hevesen ellenző keleti császárság és Konstantinápoly egy másik pápát nevezett ki, Lőrincet, a Szent Praxedes-templom archipresbiterének személyében. A két ellenlábas Róma osztrogót urától, Theuderich királytól várta a végleges megoldást. A király Szümmakhosznak kedvezett, de Lőrinctől sem vonta meg véglegesen bizalmát. Ezzel megkezdődött a négy évig tartó úgy nevezett laurentiánus skizma. 499. március 1-jén Szümmakhosz megpróbálta megerősíteni labilis hivatalát, és zsinatot hívott össze Rómában. Az ellenpápát a campaniai Nocera egyházmegye élére helyezte. Itt fogadtatta el azt a dogmát is, amely szerint azt a klerikust, aki a hivatalban lévő pápa ellen egy másik jelöltet állít, ki kell tagadni az egyházból. 

Ez a zsinat felpezsdítette a keleti egyházakat, és a bizánci császárt is, és Lőrinc mellé állva többször is megvádolták Szümmakhoszt. Így Festus szenátor, a bizánci párt egyik befolyásos tagja fajtalankodással vádolta meg a pápát, annak ellenére, hogy Szümmakhosznak akkor tartós kapcsolata volt egy Condritia nevű nővel. A pápa nem jelent meg a tárgyaláson, és azt mondta, hogy a világi hatalomnak nincs joga őt számonkérni tetteiért. Theuderich ezt elismerte, és a római klérus is Szümmakhosz mellé állt, mondván hogy a pápát egyedül Isten ítélheti meg. (Az viszont érdekes, hogy a klérus egy szóval sem védte meg a fajtalankodás vádja ellen.) I. Anasztasziosz császár hamarosan új vádat fogalmazott meg Szümmakhosz ellen. Eszerint a pápa a manicheizmus eretneknek tartott tanait követi. Válaszul az egyházfő 512-ben kiűzte az összes manicheistát Rómából.
Végül Theuderich királynak elege lett a civakodásból, és 502-ben zsinatot hívott össze, amelyen megvonta minden addigi támogatását Lőrinctől, és száműzte őt az örök városból. Ezen felül megerősítette, hogy a pápa ügyében világi hatalom nem dönthet. Ezzel véget ért a laurentiánus skizma és az ellenpápaság. 
A megszilárdult egyházfői hatalom újult erővel vette fel a harcot a keleti egyházakkal, és a monofizita elveket elvetve továbbra is fenntartotta az egyházszakadást. Pontifikátusának viharos kezdete után minden erejével megpróbálta fenntartani egyházát. Segítette a szegényeket és elesetteket, menhelyeket és templomokat építtetett. Nagy összegekkel támogatta az afrikai püspököket, akik az ariánus vandálok uralma alá kerültek. Sok pénzzel támogatta Észak-Itália lakóit is a barbár népek támadása után. 
Végül 514. július 19-én halt meg. Halála után szentté avatták, ünnepnapját július 19-én tartják.

## Művei
- Documenta Catholica Omnia (latin nyelven). (Hozzáférés: 2011. december 6.)